# 滨海圣欧班 (滨海塞纳省)
滨海圣欧班（法語：Saint-Aubin-sur-Mer，法語發音：[sɛ̃.t‿obɛ̃ syʁ mɛʁ] ⓘ）是法国滨海塞纳省的一个市镇，属于迪耶普区。

## 地理
滨海圣欧班（49°53'22"N, 0°52'28"E）面积6.21 平方千米，位于法国诺曼底大区滨海塞纳省，该省份为法国北部沿海省份，其西部及北部濒大西洋英吉利海峡，东起顺时针与索姆省、瓦兹省、厄尔省和卡爾瓦多斯省接壤。
与滨海圣欧班接壤的市镇（或旧市镇、城区）包括：丹堡、滨海基贝维尔、滨海索特维尔。

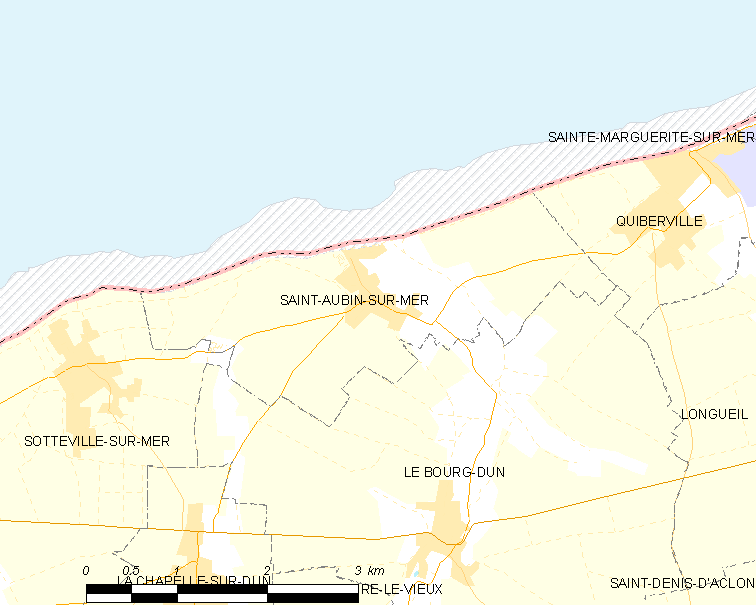
的OSM定位图

滨海圣欧班的时区为UTC+01:00、UTC+02:00（夏令时）。

## 行政
滨海圣欧班的邮政编码为76740，INSEE市镇编码为76564。

## 政治
滨海圣欧班所属的省级选区为科地区圣瓦勒里县。

## 人口

1962-2008年间人口变化图示

滨海圣欧班于2022年1月1日时的人口数量为175人。